# Жебел
Жебел (рум. Jebel) — комуна у повіті Тіміш в Румунії. До складу комуни входить єдине село Жебел.
Комуна розташована на відстані 403 км на захід від Бухареста, 22 км на південь від Тімішоари.

## Населення
За даними перепису населення 2002 року у комуні проживали 5350 осіб.
Національний склад населення комуни:
| Національність            | Кількість осіб | Відсоток |
| ------------------------- | -------------- | -------- |
| румуни                    | 4884           | 91,3%    |
| цигани                    | 344            | 6,4%     |
| угорці                    | 66             | 1,2%     |
| німці                     | 28             | 0,5%     |
| серби                     | 14             | 0,3%     |
| українці                  | 2              | < 0,1%   |
| італійці                  | 2              | < 0,1%   |
| болгари                   | 1              | < 0,1%   |
| не вказали національність | 9              | 0,2%     |

Рідною мовою назвали:
| Мова                  | Кількість осіб | Відсоток |
| --------------------- | -------------- | -------- |
| румунська             | 5088           | 95,1%    |
| циганська             | 156            | 2,9%     |
| угорська              | 60             | 1,1%     |
| німецька              | 22             | 0,4%     |
| сербська              | 10             | 0,2%     |
| українська            | 2              | < 0,1%   |
| італійська            | 2              | < 0,1%   |
| болгарська            | 1              | < 0,1%   |
| не вказали рідну мову | 9              | 0,2%     |

Склад населення комуни за віросповіданням:
| Релігія            | Кількість осіб | Відсоток |
| ------------------ | -------------- | -------- |
| православні        | 4495           | 84,0%    |
| п'ятдесятники      | 504            | 9,4%     |
| баптисти           | 135            | 2,5%     |
| римо-католики      | 105            | 2,0%     |
| греко-католики     | 47             | 0,9%     |
| старообрядці       | 21             | 0,4%     |
| адвентисти         | 15             | 0,3%     |
| реформати          | 7              | 0,1%     |
| не релігійні       | 7              | 0,1%     |
| унітарії           | 1              | < 0,1%   |
| не вказали релігію | 13             | 0,2%     |

## Зовнішні посилання
- Дані про комуну Жебел на сайті Ghidul Primăriilor [Архівовано 31 жовтня 2009 у Wayback Machine.]